# Ricky Williams
Pour les articles homonymes, voir Williams.
College Football Hall of Fame 2015
(en) Statistiques sur pro-football-reference
Errick « Ricky » Lynne Williams, Jr., né le 21 mai 1977 à San Diego, est un joueur américain de football américain ayant évolué au poste de running back. 
Il a joué 11 saisons dans la National Football League (NFL) avec les Saints de La Nouvelle-Orléans (1999 à 2001), les Dolphins de Miami (2002 à 2005 ; 2007 à 2010) et les Ravens de Baltimore (2011). Il a également joué dans la Ligue canadienne de football (LCF) pour les Argonauts de Toronto en 2006.

## Biographie

### Carrière universitaire
Il a joué en NCAA aux Longhorns du Texas de 1995 à 1998. Il remporte le trophée Heisman en 1998 après une saison au cours duquel il court pour 2 427 yards et un total de 30 touchdowns marqués.

### Carrière professionnelle
Il est sélectionné au 5e rang lors de la draft 1999 de la NFL par les Saints de La Nouvelle-Orléans au prix de tous les choix nominaux des Saints en 1999, ainsi que plusieurs choix dans les repêchages suivants. En 2002, il rejoint les Dolphins de Miami. Il est sélectionné pour le Pro Bowl lors de sa première saison avec les Dolphins.
Suspendu pour usage de cannabis et ayant un premier temps annoncé sa retraite en 2004, il rejoue une saison aux Dolphins avant d'aller une saison aux Argonauts de Toronto dans la Ligue canadienne de football. En 2007, il revient chez les Dolphins de Miami. 
Le 8 août 2011, il signe un contrat de deux ans chez les Ravens de Baltimore pour 2,5 millions de dollars ; il est défini comme unrestricted free agent (transférable). Il prend sa retraite à la fin de la saison 2011 avec encore une année de contrat à écouler avec les Ravens.

## Statistiques
| Année              | Équipe                        | MJ                 |       | Courses | Courses | Courses | Courses |       | Passes réceptionnées | Passes réceptionnées | Passes réceptionnées | Passes réceptionnées |  | Fumbles | Fumbles |
| Année              | Équipe                        | MJ                 | Nb.   | Yards   | Moy.    | TD      | Nb.     | Yards | Moy.                 | TD                   | Nb.                  | Perdus               |  |         |         |
| 1999               | Saints de La Nouvelle-Orléans | 12                 | 253   | 884     | 3,5     | 2       | 28      | 172   | 6,1                  | 0                    | 6                    | 3                    |  |         |         |
| 2000               | Saints de La Nouvelle-Orléans | 10                 | 248   | 1 000   | 4       | 8       | 44      | 409   | 9,3                  | 1                    | 6                    | 3                    |  |         |         |
| 2001               | Saints de La Nouvelle-Orléans | 16                 | 313   | 1 245   | 4       | 6       | 60      | 511   | 8,5                  | 1                    | 8                    | 6                    |  |         |         |
| 2002               | Dolphins de Miami             | 16                 | 383   | 1 853   | 4,8     | 16      | 47      | 363   | 7,7                  | 1                    | 7                    | 5                    |  |         |         |
| 2003               | Dolphins de Miami             | 16                 | 392   | 1 372   | 3,5     | 9       | 50      | 351   | 7                    | 1                    | 7                    | 5                    |  |         |         |
|                    |                               |                    |       |         |         |         |         |       |                      |                      |                      |                      |  |         |         |
| 2005               | Dolphins de Miami             | 12                 | 168   | 743     | 4,4     | 6       | 17      | 93    | 5,5                  | 0                    | 1                    | 1                    |  |         |         |
|                    |                               |                    |       |         |         |         |         |       |                      |                      |                      |                      |  |         |         |
| 2007               | Dolphins de Miami             | 1                  | 6     | 15      | 2,5     | 0       | -       | -     | -                    | -                    | 1                    | 1                    |  |         |         |
| 2008               | Dolphins de Miami             | 16                 | 160   | 659     | 4,1     | 4       | 29      | 219   | 7,6                  | 1                    | 5                    | 2                    |  |         |         |
| 2009               | Dolphins de Miami             | 16                 | 241   | 1 121   | 4,7     | 11      | 35      | 264   | 7,5                  | 2                    | 5                    | 2                    |  |         |         |
| 2011               | Dolphins de Miami             | 16                 | 159   | 673     | 4,2     | 2       | 19      | 141   | 7,4                  | 1                    | 4                    | 2                    |  |         |         |
| 2011               | Ravens de Baltimore           | 16                 | 108   | 444     | 4,1     | 2       | 13      | 83    | 6,4                  | 0                    | 2                    | 2                    |  |         |         |
| Totaux en carrière | Totaux en carrière            | Totaux en carrière | 2 431 | 10 009  | 4,1     | 66      | 342     | 2 606 | 7,6                  | 8                    | 52                   | 32                   |  |         |         |